# Chrysolampus aeneicorpus
Chrysolampus aeneicorpus är en stekelart som först beskrevs av Girault 1915.  Chrysolampus aeneicorpus ingår i släktet Chrysolampus och familjen gropglanssteklar. Inga underarter finns listade i Catalogue of Life.